# غوردون كولمان
غوردون كولمان (بالإنجليزية: Gordon Coleman)‏ (11 فبراير 1954 بنوتنغهام في المملكة المتحدة - ) هو لاعب كرة قدم بريطاني في مركز الوسط. لعب مع نادي بوري.